# أليكس بالوتيلي
أليكس بالوتيلي (5 فبراير 1993 في البرازيل – )؛ هو لاعب كرة قدم سابق كان يلعب كمهاجم.

## وصلات خارجية
- أليكس بالوتيلي على موقع رابطة كرة القدم اليابانية للمحترفين (اليابانية)
- أليكس بالوتيلي على موقع قاعدة بيانات كرة القدم.إي يو (الإنجليزية)
- أليكس بالوتيلي على موقع Soccerway.com (الإنجليزية)
- أليكس بالوتيلي على موقع عالم كرة القدم.نت (الإنجليزية)